# Xerogel
Ein Xerogel (xero-, griechische Vorsilbe von altgriechisch ξηρός xērós „trocken“, „dürr“) ist ein poröser Feststoff mit einer netzartigen Struktur, der aus der Trocknung eines Lyogels hervorgegangen ist. Ein Beispiel hierfür ist Kieselgel.
In Abgrenzung zu den Aerogelen weisen Xerogele während der Trocknung erhebliche Strukturänderungen auf, die mit Schrumpfungsprozessen und einer Abnahme der Porosität verbunden sind. Diese liegt bei Xerogelen im Regelfall um 50 %, während Aerogele etwa 90 % ihres ursprünglichen Volumens behalten.